# Brand New Wing
『Brand New Wing』（ブランド・ニュー・ウィング）はDEENの38thシングルである。

## 作品解説
前作から約9ヶ月ぶりのリリースとなるシングルで、表題曲の「Brand New Wing」はダンス・ミュージックとなっており、MVでは池森秀一がダンスを披露している。
初回限定盤と通常盤の2種類で発売されており、初回限定盤には前述の「Brand New Wing」のMVと、2011年1月に中野サンプラザで披露された「Brand New Wing」のライブ映像と、2010年5月に日本武道館で行われたライブの映像が収録されたDVDが付属している。

## 収録曲

### CD
作詞：池森秀一
1. Brand New Wing
作曲・編曲：田川伸治[3]
日本テレビ系列『ハッピーMusic』2011年4月度POWER PLAY[4]
2. Flower
作曲：山根公路　編曲：DEEN
3. Brand New Wing （Instrumental）
4. Flower （Instrumental）

### DVD（初回生産限定盤のみ）
1. Brand New Wing ＜Video Clip＞
2. Brand New Wing ＜Live at 中野サンプラザ＞
3. DEEN LIVE JOY Special 日本武道館2010年 ＜Special Preview＞

## 収録アルバム
Brand New Wing
- 『Graduation』[5]
- 『DEENAGE MEMORY -20周年記念ベストアルバム-』[6]
- 『DEEN The Best FOREVER 〜Complete Singles +〜』[7]

Flower
- 『マリアージュ』[8]
- 『Another Side Memories〜Precious Best II〜』[9]